# Ptychoptera metallica
Ptychoptera metallica är en tvåvingeart som beskrevs av Walker 1848. Ptychoptera metallica ingår i släktet Ptychoptera och familjen glansmyggor. Inga underarter finns listade i Catalogue of Life.